# Ранприназа
Ранприназа — фермент-рибонуклеаза (КФ 3.1.-), знайдений в ооцитах жаби Rana pipiens. Цей білок (в комбінації з доксорубіцином) використовується для лікування деяких видів раку, особливо мезотеліоми. Він виробляється компанією Alfacell Corporation під тогровою маркою Онконаза (Onconase). Зараз препарат перебуває у фазі III клінічних випробувань та ліцензований компанією Par Pharmaceuticals.

## Зовнішні писилання
- вебсайт медичного препарату